# Banana azul

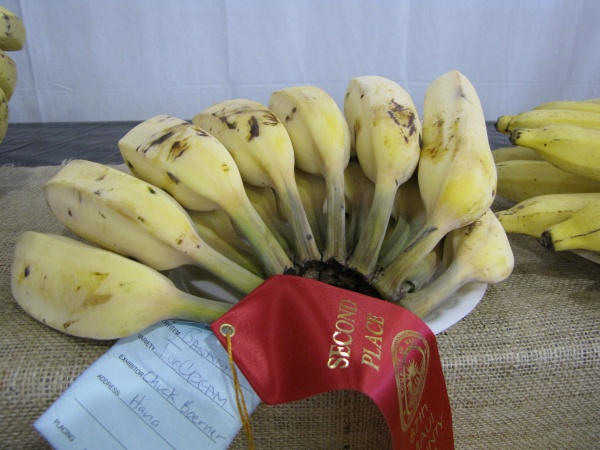
Bananas

Maui, Havaí

A banana azul (também conhecida como Blue Java, banana sorvete, banana baunilha, banana havaiana, Ney Mannan, Krie ou Cenizo) é uma cultivar de banana resistente e tolerante ao frio, conhecida por sua fruta doce e aromática, que tem consistência e sabor de sorvete que lembram baunilha. É nativa do Sudeste Asiático e é um híbrido de duas espécies de banana nativas de lá — Musa balbisiana e Musa acuminata.

## Descrição
A banana azul é um híbrido triploide (ABB) da banana com sementes Musa balbisiana e Musa acuminata.
As bananeiras da Blue Java podem crescer até uma altura de 4,5 a 6 metros. Elas são tolerantes ao frio e resistentes ao vento por causa de seus fortes pseudocaules e sistemas de raízes. As folhas são de cor verde prateada.
Os cachos de frutas são pequenos, com sete a nove mãos. As frutas têm de 18 a 23 centímetros de comprimento e exibem uma cor verde prateada característica quando verdes, onde a prateada é causada por uma espessa camada de cera.

## Usos
As bananas azuis podem ser comidas frescas ou cozidas. Elas são conhecidas por seu sabor perfumado, que tem um gosto de creme de baunilha.
Elas também são populares como plantas ornamentais e de sombra por sua coloração azul incomum, tamanho grande e tolerância a climas temperados.